# Калкини
Калкини (бенг. কালকিনি, англ. Kalkini) — город в центральной части Бангладеш, административный центр одноимённого подокруга. Площадь города равна 3,19 км². По данным переписи 2001 года, в городе проживало 38 833 человека, из которых мужчины составляли 49,73 %, женщины — соответственно 50,27 %. Плотность населения равнялась 12173 чел. на 1 км². Уровень грамотности населения составлял 49,3 % (при среднем по Бангладеш показателе 43,1 %). 